# Miranda do Douro (freguesia)
Miranda do Douro (Portugees) of Miranda de l Douro (Mirandees) is een plaats (freguesia) in de Portugese gemeente Miranda do Douro en telt 2127 inwoners (2001).